# Основно училище „Васил Левски“ (Ботевград)
Основно училище „Васил Левки“ е създадено през 1912 г. като първото самостоятелно начално училище в Ботевград. С откриването на училището педагогически колектив от 10 учители стартира със стремеж за издигане на учебно-възпитателната дейност, като въвежда нови учебни дисциплини, провежда педагогически конференции и обогатява библиотечния фонд.

## История
От 1919 г. до 1944 г. нараства броят на учениците и персонала. Разширява се училищната и извънучилищна дейност и се засажда училищният парк.
През 1956 г. за първи път се открива V клас и училището се преубразува в основно, като с решение на педагогическия съвет приема за патрон името на Апостола на свободата Васил Левски.
Училището се разраства и се налага строителство на нова учебна сграда, което завършва през 1977 г. Тогава започва да функционира плувен басейн. Училището два пъти е обявено за комплексен първенец и е наградено с орден „Кирил и Методий“ І степен през 1987 г.
В годините на прехода, въпреки демографския срив, училището продължава да търси пътища за усъвършенствване.
Обособяват се профилирани паралелки с разширено изучаване на музика и изобразително изкуство. За първи път в областта се въвежда ранно чуждоезиково обучение по английски език.
Понастоящем училището разполага с обновена, богата материално-техническа база – компюттърни кабинети, мултимедийна техника, плувен басейн и фитнес зала в спортно-възстановителния център на територията на училището. Запазена е традицията за ранно чуждоезиково обучение по английски език.
Извънучебното време на учениците се разнообразява с групи за свободноизбираема подготовка по баскетбол, плуване и фолклорно пеене.